# Krompach
Krompach är en ort i Tjeckien. Den ligger i den norra delen av landet, 80 km norr om huvudstaden Prag. Krompach ligger 486 meter över havet och antalet invånare är 136.
Terrängen runt Krompach är kuperad norrut, men söderut är den platt. Runt Krompach är det ganska tätbefolkat, med 86 invånare per kvadratkilometer. Närmaste större samhälle är Česká Lípa, 19,6 km sydväst om Krompach. Omgivningarna runt Krompach är en mosaik av jordbruksmark och naturlig växtlighet.